# Hitboy
Hitboy è un singolo del rapper argentino Duki, pubblicato il 5 giugno 2019 come primo estratto dal primo album in studio Súper sangre joven.

## Tracce
1. Hitboy – 3:21